# ボレアス (レストラン)
ボレアス(Boreas)は、オランダのヘーゼにあったレストラン。2002–2009年に渡ってミシュランガイドの1つ星にランクされ、2010年からは2つ星にランクされた。
2011年には、ゴー・ミヨでも19点(満点は20点)として評価された。
ボレアスは、シャフニコ・ボレアスとその妻Sonja Boreasによって営業され、1991年に設立されたオランダの高品質レストランで構成されるLes Patrons Cuisiniersと呼ばれる協会のメンバーだった。
2016年4月25日、ボレアスが2016年7月23日で閉店することが発表され、レストランの運営を引き継いでくれる譲渡先を探しているとされた。Jan Sobeckiが新しいオーナーとなった。Jan Sobeckiは近所の2つ星レストランChapeau!のチーフシェフであり、ボレアスを「Restaurant Tribeca」と改名して2016年8月中旬に再オープンする予定とした。